# Escarabat hèrcules

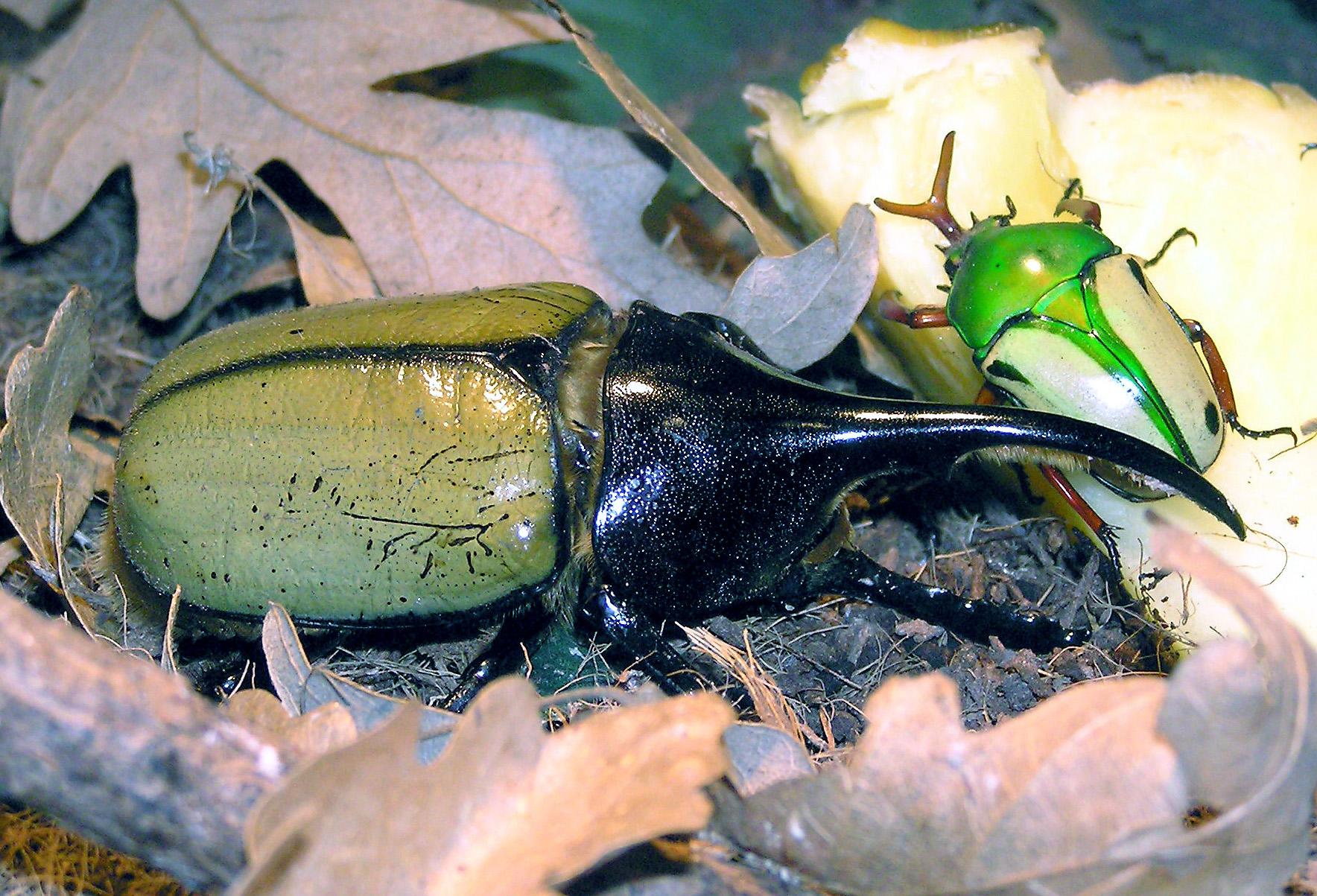
Mascle d'escarabat hèrcules, Dynastes hercules, acompanyat d'un escarabat verd, Eudicella gralli

L'escarabat hèrcules (Dynastes hercules) és una espècie de coleòpter polífag de la família dels escarabèids, i un dels diversos escarabats rinoceront. Viu als boscos tropicals, selves africanes i boscos equatorials d'Amèrica Central i de Sud-amèrica. És un dels coleòpters més grossos que existeixen, ja que els mascles poden assolir una longitud de fins a 17 centímetres, incloent la seva llarga banya toràcica. És la major de les sis espècies conegudes del gènere Dynastes, i només hi ha dos escarabats més grossos, Macrodontia cervicornis i Titanus giganteus.

## Característiques
Els mascles tenen dues banyes, una al tòrax i una altra al cap; la banya toràcica, de vegades, arriba a créixer més que el mateix cos de l'escarabat. Aquests banyes no apareixen a les femelles, ja que l'espècie presenta un acusat dimorfisme sexual. La finalitat d'aquests apèndixs està relacionada amb la reproducció, ja que els mascles ho fan servir com a arma en els seus combats per aconseguir les femelles. La cara inferior de la banya toràcic està proveïda de pèls gruixuts.
A més de no tenir banyes, les femelles són bastant més petites i de color marró, mentre que els mascles tenen els èlitres de color groguenc amb taques negres. S'ha dit que l'escarabat hèrcules és la criatura més forta en comparació amb la seva mida, ja que és capaç de carregar un pes 850 vegades més gran que el del seu propi cos; d'aquí el seu nom, tot agafant la referència de l'heroi mitològic Hèrcules.

## Història natural
L'estat larvari d'aquest escarabat dura un o dos anys, fins que la larva arriba una mida de 110 mil·límetres, i pesa uns 120 grams. Gran part de la vida de la larva transcorre perforant l'interior de la fusta en putrefacció, que és la seva principal font d'aliment. Si s'afegeixen cadàvers d'animals en descomposició, l'animal arriba a un desenvolupament més gran. Després del període larvari, es transforma en pupa i es produeix la metamorfosi, de la qual emergeix l'escarabat adult, que s'alimenta fonamentalment de fruits caiguts al terra forestal.

## Llista de subespècies
- Dynastes hercules ecuatorianus Ohaus, 1913
- Dynastes hercules baudrii Pinchon, 1976
- Dynastes hercules reidi Chalumeau, 1977
- Dynastes hercules lichyi Lachaume, 1985
- Dynastes hercules occidentalis Lachaume, 1985
- Dynastes hercules septentrionalis Lachaume, 1985
- Dynastes hercules paschoali Grossi and Arnaud, 1993
- Dynastes hercules tuxtlaensis Moron, 1993
- Dynastes hercules trinidadensis Chalumeau and Reid, 1995
- Dynastes hercules bleuzeni Silvestre and Dechambre, 1995
- Dynastes hercules morishimai Nagai, 2002
- Dynastes hercules takakuwai Nagai, 2002